# Sucrea
Sucrea is een geslacht uit de grassenfamilie (Poaceae). De soorten van dit geslacht komen voor in Zuid-Amerika.

## Soorten
De Catalogue of New World Grasses [12 december 2011] erkent de volgende soorten:
- Sucrea maculata
- Sucrea monophylla
- Sucrea sampaiana